# Amnesia (jogo eletrônico de 2011)
Amnesia (アムネシア, Amuneshia) é um romance visual desenvolvido pela Idea Factory. Foi lançado em Agosto de 2011 para Playstation Portátil, e em seguida, uma sequência chamada "Amnesia Later" foi lançada em Março de 2012. Outra sequência intitulada "Amnesia Crowd"" foi lançada em 2013. A série foi bem recebida no Japão, por isso foram liberadas várias mercadorias, como CD Dramas, Livros, etc. Uma série de anime foi produzida pela Brain's Basa

## Jogabilidade
No Japão, Amnesia é classificado como um otome game; como a maioria dos otome games, o jogador assume o papel do personagem principal do sexo feminino, para escolher entre uma variedade de personagens masculinos como o seu "interesse amoroso".
Em Amnesia, os personagens masculinos que a personagem principal pode interagir se baseiam nos símbolos das cartas de baralho com as seguintes histórias (vulgarmente conhecidas como 'rotas') no jogo: Copas, Espadas, Paus, Ouro e o Coringa. Dependendo de qual opção for escolhida, a relação do jogador com cada personagem é diferente.

## Enredo
Em um fatídico 1 de Agosto, a Heroína perdeu todas as suas memórias. A fim de obtê-las de volta e aliviar a sua dor em não recordar de nada, ela tenta interagir com 'ele' na esperança de viver cada dia feliz como ela pode, e para um futuro brilhante com 'ele'...

## Personagens

### Personagens Principais
Heroína (主人公, Shujinko) (Nome: Heroine )
Dublado por: Kaori Nazuka (anime)
A Heroína da história que perdeu todas as suas memórias. Dentro do jogo, um espírito chamado Orion a segue e a apóia ao longo de cada história para recuperar suas memórias. Na adaptação para o anime, ela não tem nome aparente até agora.
Shin (シン)
Dublado por: Tetsuya Kakihara
Shin é um dos principais personagens do sexo masculino que a Heroína pode interagir. Ele é seu amigo de infância e querido, bem como amigo de infância de Toma. Aos 17 anos, ele está no terceiro ano do colegial e estuda muito para entrar na universidade. Seu pai 'aparentemente' matou um homem. Shin gosta de jogar jogos de cartas e é um membro do clube de atletismo. Seus animais favoritos são os cães. Sua rota simbólica no jogo é o "Copas".
Ikki (イッキ)
Dublado por: Kishou Taniyama
Ikki tem 22 anos e é um estudante universitário do quarto ano. Ele é melhor amigo de Kent e tem uma irmã mais nova de 19 anos. Seus passatempos incluem jogar dardos, bilhar e tênis de mesa, bem como resolver os enigmas matemáticos do Kent. Ele é notavelmente hábil em qualquer coisa que exija que ele use as mãos. Seus animais favoritos são, aparentemente, os hamsters. Ikki sempre está cercado de meninas que são suas fãs. Aparentemente, ele namora mulheres durante três meses e depois as despeja (pelo menos na sua rota). Sua rota simbólica no jogo é a "Espadas".
Toma (トーマ, Tōma)
Dublado por: Satoshi Hino
Toma tem 19 anos e é um estudante universitário do segundo ano. Ele é amigo de infância da Heroína e do Shin, e atua como uma figura de irmão mais velho para os dois. Além de estar em vários clubes escolares, incluindo futebol, radiodifusão, arco e flecha e no jornal, Toma gosta de basquete, ciclismo, navegar na internet, jogar vídeo games, culinária e leitura. Seus animais favoritos são os seres humanos. Sua rota simbólica no jogo é o "Ouro".
Kent (ケント, Kento)
Dublado por: Akira Ishida
Kent tem 25 anos e um universitário graduado, bem como o melhor amigo de Ikki. Seus pais o criaram com a crença de que tudo tem algum tipo de conclusão lógica, assim, ele acredita que tudo pode ser resolvido usando a lógica. Seu interesse incluem invenção de enigmas matemáticos e observação de coisas: como tal, ele gosta de todos os animais, porque gosta de observá-los. Sua rota simbólica no jogo é o "Paus".
Ukyō (ウキョウ)
Dublado por: Kouki Miyata
Ukyō tem 24 anos e é um fotógrafo famoso, com dupla personalidade. Ele está em vários clubes diferentes: futebol, rugby, dança, artes, debate, equitação, dança hula e cerca de mais 19 clubes. Sua rota simbólica no jogo é o "Coringa".

### Outros
Orion (オリオン)
Dublado por: Hiromi Igarashi
Um espírito que veio de um mundo completamente diferente. Do ponto de vista dos humanos, ele tem a aparência de um menino jovem de 10 anos. Ninguém pode vê-lo ou ouvi-lo, só a Heroína.
Sawa (サワ)
Dublado por: Satomi Moriya
Estudante universitária com uma personalidade brilhante e alegre. Ela é uma boa amiga da Heroína. Ela fala de uma forma muito animada, mas é alguém que você pode confiar. Na rota de Ikki, ela não trabalha no café, mas ainda é tem uma boa amizade com a Heroína.
Mine (ミネ)
Dublado por: Kana Akutsu
A ajudante da Heroína onde ela trabalha meio período.
Rika (リカ)
Dublado por: Yoshida Seiko
Uma misteriosa mulher que se veste como uma senhora de dois séculos atrás. Ela é a cabeça do Fã Clube de Ikki, um grupo de meninas que têm um acordo para ter um relacionamento romântico com Ikki por apenas três meses.
Waka (ワカ)
Dublado por: Takahashi Hidenori
O gerente do local onde a Heroína trabalha meio período. Ele é um empresário sábio, que mantém uma política firme. Parece que ele tem o hábito de ser muito dedicado às ideologias que ele acredita, e exteriormente, tem um pouco de comportamento 'blown-away'. No jogo, se o jogador escolher qualquer rota, Waka terá uma personalidade diferente em cada uma delas.
Luka (ルカ, Ruka)
Dublado por: Yoshimasa Hosoya
Luka é novo personagem e terá um papel importante em 'Amnesia Crowd'.

## Mídia

### Anime
Durante a Festa Otomate de 2012, a produção de uma adaptação para anime foi anunciada com uma exibição prevista para 2013. O tema de abertura é "Zoetrope" por Nagi Yanagi e o encerramento é "Recall" por Ray.

#### Lista de episódios
| N.º | Título | Exibição original       |
| --- | ------ | ----------------------- |
| 1 | "I"    | 7 de Janeiro de 2013    |
| Esta história começa quando a Heroína tenta escapar de um prédio com torre de vigia em chamas. É visto mais tarde ela afundando no abside. Após a Heroína acordar, ela descobre que é 04 de Agosto e que não tem lembranças das pessoas que conhecia antes. Quando ela está em casa, um jovem rapaz chamado Orion, que já tinham se conhecido nos 3 dias após 01 de Agosto, explica como ela perdeu suas memórias e uma maneira de ajudá-la a recuperá-los de volta. No entanto, se ela não for capaz de obter suas memórias de volta, ela vai logo perder memórias para falar, comer, dormir e respirar. Com o progresso da história, a Heroína parece ganhar uma de suas lembranças que é uma memória dela e de Ikki, que estava a ajudando a fazer parfait. Após o trabalho, ela e Orion encontram em sua caixa de correio uma foto dela com o rosto rabiscado. No final do episódio, um grupo de meninas enfrentam a Heroína dizendo que ela quebrou a "promessa". A Heroína de repente se lembra de uma das meninas, segurando um par de tesouras e cortando uma mecha de seu cabelo. Depois de ver essa memória traumática, ela desmaia. |        |                         |
| 2 | "II"   | 14 de Janeiro de 2013   |
| Após a Heroína recobrar a consciência, Orion diz a ela para manter sua perda de memória em segredo já que ela não sabe quem é confiável ou não. No café, quando a Heroína faz seu trabalho de costume com os outros empregados, ela se lembra de Shin sentado ao seu lado e dizendo-lhe que ele matou alguém. Na volta para casa com o Orion, ela é quase atropelada por um caminhão até que um misterioso jovem com um longo cabelo verde a salva e pergunte se ela não se lembra dele, antes de ir embora. Ambos, Heroína e Orion, tem uma sensação estranha sobre ele. No dia seguinte, na viagem, durante a chuva, a Heroína mais uma vez ganha uma memória, mas desta vez é ela com o Kent em um festival. Quando a chuva para, Orion pede a Heroína para ela perguntar sobre esse memória para Kent, No entanto, ele não tem ideia do que ela está falando e não se lembra de ir à um festival. À noite, a Heroína parece ter se separado do grupo, exceto de Shin. As coisas pioram, pois a Heroína tem medo de Shin e depois de recordar a memória dele dizendo que matou alguém, ela sai correndo. Em seguida, o mesmo rapaz do outro dia, parece saber sobre a morte que vai acontecer. Enquanto ela continua fugindo, a Heroína acidentalmente cai do penhasco e Orion voa atrás dela, tentando salvá-la. Depois disso, ela acorda com ataduras no pescoço no hospital e percebe que ela está de volta ao dia 01 de Agosto. De repente Shin vem e diz a ela que ele tem que acordá-la, e a beija, para a sua surpresa. Após a saída de Shin do quarto, a Heroína percebe que Orion não está com ela. |        |                         |
| 3 | "III"  | 21 de Janeiro de 2013   |
| A Heroína desperta e encontra Shin, que a leva para casa. Mais tarde, eles conversam e rapidamente Shin descobre que ela perdeu a memória. Shin notifica Toma sobre o que aconteceu. Mais tarde, a Heroína vai para o trabalho e nota que seu gerente, o Waka, está cm uma personalidade muito diferente do que antes e logo se lembra de perguntar sobre o acidente para suas colegas de trabalho. Elas falam sobre a história diferente do que a Heroína se lembra. Ela decide perguntar para Shin depois. No outro dia, antes de ir para o trabalho, Shin à leva para o colégio que ela frequenta. Shin diz mais sobre ele e sobre seu relacionamento. Ela a leva para a sala de música, onde ele espera que ela se lembre de algo sobre ser cantora. Então, Shin tenta beijá-la para tentar trazer algumas memórias de volta. Voltando do trabalho, a Heroína para quando um trem passa. Ela encontra o homem do cabelo verde, que sua colega tinha mencionado que ajudou nas buscas quando ela caiu do penhasco. Eles conversam e como o último vagão do trem passa, ele murmura palavras que os telespectadores não podem ouvir a Heroína. Shin então aparece e o homem de cabelo verde desaparece. Shin leva a Heroína para o parque onde se sentam no banco e conversam sobre o acidente, mas todas as palavras de Shin foram que ele era o culpado dela se machucar e pede perdão. De repente, a Heroína ouve uma voz em sua cabeça, dizendo algo como "Você pode me ouvir...? ...Ei, você ..." a Heroína se levanta e acha que é a voz de Orion, que havia desaparecido na noite do acidente. |        |                         |
| 4 | "IV"   | 28 de Janeiro de 2013   |
| Depois de ouvir a voz de Orion, Shin leva a Heroína para casa e conversam. Ele pergunta o que ela pensa dele. Como um amigo de infância ou como namorado. No entanto, ele não quer ser de volta apenas um amigo de infância. No dia seguinte, ela se sente culpada por não se lembrar dele. Uma das colegas de trabalho, Sawa, teve uma ideia de soltar seus próprios fógos de artifício, pois a Heroína não está preparada para encarar uma 'multidão'. Eles convidam Mine e Toma, tentando convidar Shin, mas ele não pode. Anoite, Shin finalmente aparece e precisa falar com a Heroína a sós. Eles caminham para a floresta e Shin explica sobre o acidente. Ele disse que no dia questionou-a de dividir o quarto com Sawa, e depois prensou ela contra a árvore e começou a falar. Ela disse para ele parar e que ela estava voltando para casa. Ele a chamou para vir para seu lado pois ela estava indo para o lado errado, e então caiu acidentalmente no penhasco. Como a Heroína ainda tem medo dele, ela tenta fugir como fez antes, mas Shin a agarra e diz que não fez nada de errado com ela. É por causa desse acidente, que Shin se sentiu culpa por ela ter se machucado. Ele disse que sentiu como se ele precisasse apressar as coisas, para bloquear a sua fuga na esperança de que ela iria reconhecê-lo como seu namorado, chamando a si mesmo de ganancioso. Conforme Shin solta seu braço, ele explica que ele deve ser o único a protegê-la neste momento, mas que ele se sentia tão patético embora ela tenha o apoiado quando ele estava prestes a quebrar e que ela o salvou. Depois eles voltam e antes de se juntarem aos outros, eles acendem 'sparkler' e ficam sentados nas escadas. Então Shin explica que na verdade foi seu pai que matou alguém na esperança dela se lembrar. Após os fogos de artifício, tanto Shin como Toma explicam a Heroína sobre onde eles costumavam brincar durante a sua infância. Depois de Toma ir embora, Shin perguntou de novo sobre o namoro deles e que ele não quer voltar a ser só amigo de infância. Mas sua resposta foi de que ela não o conhece muito bem, mas estava tudo bem com ele, pois essa foi a mesma resposta que ela deu quando eles começaram a sair antes. Depois ele a beija apaixonadamente, mas ela não quer ser forçada. Shin mostra a ela que agora ele é um homem, dando-lhe um beijo rápido. Ele disse que antes de ir embora da frente de sua casa "Você nunca sabe quando eu vou te beijar. Portando, fica esperta, idiota". A Heroína quer voltar a ter suas memórias por causa dela e por Shin também. Quando ela olha para a estrala cadente, ela se lembra do que Ikki disse "Eu desejei em uma estrala cadente..." e então ela é atropelada por um caminhão. De repente, a Heroína acorda em seu quarto e recebe um telefonema de Ikki sobre eles saírem e então percebe que ela está de volta a 01 de Agosto, e tenta olhar para seu diário que ela escreveu os dias que estava com Shin, mas todas as suas anotações sumiram. Quando ela se encontra com Ikki, percebe um diferença muito estranha sobre ele quando ele pergunta algo sobre uma solicitação sexual que ela quer que ele faça, até que uma mulher jovem chamada Rika aparece. |        |                         |
| 5 | "V"    | 4 de Fevereiro de 2013  |
| Quando a Heroína e Ikki vão assistir um filme, ela ainda está confusa pois ela está de volta ao dia 01 de Agosto e há várias coisas que não entende. Depois que o filme acabou, Ikki diz a ela que ele tem um problema e ele tem que usar óculos escuros por causa de seus olhos. Ikki pede a Heroína fazer um desejo para ele conceder e ela diz para ele acompanhá-la até o trabalho. Ele diz que é um pedido estranho, mas ele vai concedê-lo e que não tem problema, já que eles trabalham juntos no mesmo horário. Em casa, quando a Heroína vai dormir, Orion aparece dizendo-lhe que tem algo importante para falar. Ele diz que não sabe como reapareceu, mas que não tem muito tempo para responder suas perguntas. É revelado por Orion que todas as experiências da Heroína não são um sonho, mas que ela poderia ter de algum jeito viajado para outro mundo, No entanto, quando Orion tenta explicar mais, ele desaparece deixando a Heroína mais confusa. No dia seguinte, Ikki a leva para o trabalho, a Heroína cumprimenta seu gerente, quem ela achava que poderia ter uma personalidade amigável assim como o Waka passado, mas ele é muito severo e zangado. Ele também continua resmungando que os clientes são os inimigos. Mais tarde, ela não sabia como era a receita de parfait, como da outra vez, e de repente Ikki a ajuda, como na memória que ela teve. Naquela noite, enquanto Ikki leva a Heroína para casa, ela pensou que Ikki tinha descoberto sua falta de memória, mas era brincadeira, e ela o ouviu murmurar para si algo sobre ele precisar de mais 3 semanas. No trabalho, dia seguinte, Sawa vem e diz para a Heroína que ela não deve namorar o Ikki poir ouviu um boato de que cada menina que Ikki já namorou, foram despejadas por ele depois de 3 meses, o mesmo que Mina disse para ela também. Depois do trabalho, quando a Heroína estava saindo pela porta de trás, ela viu Ikki e Kent e pensou que eles estavam indo para lutar um contra o outro. Ela tentou pará-los mas acidentalmente tropeçou e bateu a cabeça. Depois, ela acorda na sala do Ikki que estava rindo com o Kent no balcão da cozinha. Foi revelado que Ikki e Kent não iam realmente lutar, mas acontece que eles estavam apenas resolvendo problemas de matemática. Ikki sai da sala, e a Heroína pergunta para Kent sobre o rumor que é logo confirmado pelo Kent. Kent vai embora e quando ela andam, Ikki fica parado na sua frente e pergunta se ela não iria ficar para passar a noite. |        |                         |
| 6 | "VI"   | 11 de Fevereiro de 2013 |
| Ikki na verdade estava brincando com a Heroína e a leva para casa. Já em casa, ela escreve em seu diário, mas em vez de escrever as datas, ela escreve que namoro ikki, sobre o lugar que trabalha e outras informações. Ela está se perguntando o que Sawa, Mina, Kent e Ikki disseram que a faz deixa insegura, quando ela recebe uma mensagem de texto de uma pessoa desconhecida sobre o "Relatório Diário", como no episódio anterior. No dia seguinte, quando a Heroína está indo para o trabalho, ela vê Mine triste que correu para fora da entrada. Ela perguntou sobre Mine para Ikki, ele disse que a rejeitou falando que já tinha namorada, e disse que às vezes tem ódio das meninas. Voltando do trabalho, Heroína não sabe qual é a verdadeira personalidade de ikki, quando ela encontra o jovem de cabelos verdes que a cumprimenta e dá um conselho para ela tomar cuidado para não fazer inimigos, mas ela se sente insegura, se ele é a mesma pessoa que ela conheceu antes, ou uma pessoa diferente. De manhã, a Heroína fica muito doente e não vai ao trabalho. Ikki vai visitá-la para cuidar dela até que ela fique melhor. No dia seguinte, como a Heroína se recuperou totalmente, ela ouviu uma palestra de seu gerente por estar ausente do trabalho. Ela pergunta para Mine se ela está bem, Mine diz que está bem e fala sobra a viagem semelhante a de antes com todas as fãs de Ikki. À noite, a Heroína conversa com Sawa pelo celular e descobre que ela está no Fã Club do Ikki. Após Sawa desligar, ela recebe um telefonema de Ikki, mas ele estava bêbado, e ele expressa seus sentimentos como ele conquista suas fãs, exceto a Heroína, já que ela é a única que não é conquistada pelo seu olho antes de desligar. Durante a viagem à noite, Ikki pediu-lhe para conversar, e conta uma história de que quando era criança, ele desejou para um estrala cadente, que fosse popular com as meninas, e que de repente se tornou realidade, que as pessoas ao seu redor começaram a agir diferente com ele e que aumentou quando ele ficou mais velho e bonito, e diz que acha que isso foi um castigo por ele pedir algo tão besta para a estrela. Ikki revelou que não é ele que rompe com as meninas, mas sim elas que se separam dele, revelando seu verdadeiro eu, confessou seu amor a Heroína e a beijou. Antes de partir, ele fez outro pedido para a estrala cadente, para que ela se apaixonasse por ele. Na noite seguinte, a Heroína é confrontada por Rika e mais três outras meninas que estão no Fã Club. Elas dizem que ela quebrou a promessa e que se fizesse de novo, iria ser punida. As três meninas começam a gritar com ela, então empurrão ela em um pequeno braco. De repente, Orion aparece. Depois de alguns minutos de conversa, o barco começa a afundar. A Heroína começa a se afogar e Orion tenta salvá-la mas ele não pode, pois é um espírito. Orion começou a desaparecer e a Heroína afundou lentamente. |        |                         |
| 7 | "VII"  | 18 de Fevereiro de 2013 |
| A Heroína de repente aparece fora de seu apartamento, e recebe uma mensagem de texto de Kent, que diz que para eles se encontrarem no café (também percebe que ela está de volta ao dia 01 de Agosto). Depois de ficar lá por um tempo, Kent lhe pergunta o que exatamente está de errado com a sua atitude que ela foi contra. A Heroína não tem ideia do que ele está falando, então ela pede desculpas. Eles vão dar um passeio pala estação de trem, sem nenhum razão aparente. Kent simplesmente diz que ele tinha 'pesquisado' com um amigo e descobriu que isso é o que os casais fazem durante os encontros. Ela vai para casa e olha suas mensagens de texto. Apenas há mensagens de Kent dizendo 'Bom Dia' ou ' Boa Noite'. De repente a Heroína recebe uma mensagem dele dizendo para ela passar no laboratório da universidade se estiver livre. Depois ela pergunta para ele o motivo dele ter a chamado. Ele fica surpreso e diz que é porque ela está sempre querendo passar mais tempo com ele. Mais tarde, a Heroína é vista de pé na estação de trem em um yakata à espera de Kent. Depois de um tempo, ela manda um mensagem para ele dizendo porque ele está atrasado e ele liga e pede desculpas dizendo que tinha se esquecido e pede para ela esperar. Ele chega, e está chovendo. Eles caminham para o festival sob o guarda chuva de Kent e ela descobra a promessa quando eles começaram a namorar, que era simplesmente ir ao festival juntos. Eles aproveitam o festival e Kent diz que 'Hoje foi divertido'. No dia seguinte, ela vai ao trabalho dele e leva café. Kent pergunta sobre seu café, o que acaba por ser um truque, porque ele tinha logicamente descoberto que ela tinha perdido a memória. Orion aparece de repente e a Heroína se distraia, o que chama a atenção de Kent. A Heroína descreve as circunstâncias para Kent, enquanto isso desenha o Orion para mostrá-lo. Kent tenta conversar com Orion através da Heroína. Quando ele pára para pensar (com um olhar triste), Orion desaparece. Kent está decepcionada, mas caminha até a casa com a Heroína. Kent segura a mão dela dizendo: 'Eu vou te ver amanhã?' ela diz que sim enquanto atravessam a rua mas um homem esbarra nela e ela solta a mão de Kent. Depois de alguns momentos, ela está, de repente atravessando a rua em plena luz do dia, durante a luz vermelha do farol e sua mão e agarrada por alguém. 'Está viajando na maionese?' uma voz diz. Ela se vira e vê Toma segurando sua mão. |        |                         |
| 8 | "VIII" | 25 de Fevereiro de 2013 |
| 9 | "IX"   | 4 de Março de 2013      |
| 10 | "X"    | 11 de Março de 2013     |
| 11 | "XI"   | 18 de Março de 2013     |
| 12 | "XII"  | 25 de Março de 2013     |